# TMA-83
TMA-83 (Tractorul Mijlociu de Artilerie model 1983) este un vehicul destinat tractării pieselor de artilerie cu o greutate de până la 14 tone, fabricat în România de către Uzina Mecanică Mizil între anii 1983 și 1990. Tractorul șenilat a fost folosit pentru tractarea obuzierului de calibrul 152 mm Model 1981 până la începutul anilor 1990, când a fost retras din uz în favoarea camioanelor DAC 665T.
Un numar mic mai sunt folosite de regimentul 52 artilerie mixta "General Alexandru Tell" Pentru tractarea obuzierelor M.85 de 152mm.

## Istorie
Tractorul de artilerie a fost proiectat de către Institutul de Cercetare și Inginerie Tehnologică al Armatei din București (I.C.I.T.A.), fiind construit inițial la Baza 102 Reparații Autotractoare Bucov. Proiectul tractorului avea în vedere standardizarea pieselor și subansamblurilor cu cele ale altor vehicule existente în dotare. Tractorul mijlociu de artilerie urma să fie fabricat de către industria autohtonă, pentru a elimina importurile. Peste 200 de exemplare au fost fabricate la Uzina Mecanică Mizil. TMA-83 era folosit pentru deplasarea obuzierelor de calibrul 152 mm Model 1981, alături de tractorul de artilerie TAR-76. După 1990, tractoarele au fost retrase din uz în favoarea camioanelor DAC 665T cu tracțiune 6×6, cu performanțe inferioare în teren, însă cu un consum mai mic de combustibil. În anul 2004, 15 tractoare TMA-83 au fost transferate din patrimoniul Ministerului Apărării Naționale către unele consilii județene și consilii locale.